# In Amguel
In Amguel (în arabă ان أمقل) este o comună din provincia Tamanrasset, Algeria.
Populația comunei este de 4.208 locuitori (2008).